# Codex Corbeiensis
 (juillet 2018).
Si vous disposez d'ouvrages ou d'articles de référence ou si vous connaissez des sites web de qualité traitant du thème abordé ici, merci de compléter l'article en donnant les références utiles à sa vérifiabilité et en les liant à la section « Notes et références ».
Les codex Corbeiensis I et II sont des manuscrits du Nouveau Testament en latin, copiés aux VIIIe, IXe et Xe siècles, provenant de l'abbaye de Corbie, et conservés à la Bibliothèque nationale de Russie à Saint-Pétersbourg et à la Bibliothèque nationale de France à Paris.

## Codex Corbeiensis I
Le Codex Corbeiensis I est un manuscrit qui contient 39 folios de vélin sur lesquels a été écrit le texte des Quatre Évangiles, des Actes des Apôtres et des épîtres.
Le manuscrit appartenait autrefois à la bibliothèque de l'abbaye de Corbie. En 1638, après le siège de Corbie, il fut transféré avec la partie la plus importante de cette bibliothèque de l'abbaye de Saint-Germain-des-Prés à Paris,
La bibliothèque de cette abbaye fut pillée pendant la Révolution française. Piotr Doubrovski, secrétaire de l'ambassade de Russie à Paris, parvint à acquérir certains manuscrits et à les emmener en Russie. Il en fit don à la bibliothèque impériale de Saint-Pétersbourg vers 1800-1805.
Actuellement, ils sont conservés à la Bibliothèque nationale de Russie à Saint-Pétersbourg (Ov.3, D. 326).

## Codex Corbeiensis II
Le Codex Corbeiensis II - désigné par ff 2 ou 8 (dans le système Beuron) - est un ouvrage du Ve siècle comportant 190 feuillets de vélin sur lesquels ont été écrits, en latin ancien, le texte des Quatre Evangiles en écriture onciale. Le texte, classé dans l'ordre Matthieu, Luc, Jean et Marc, est incomplet, manquent : Matthieu 1: 1-11: 16, Luc 9:48, 10: 20.21, 11: 45-12: 6.7, Jean 17: 15-18: 9 20: 22-21: 8.
Le manuscrit appartenait autrefois à la bibliothèque de l'abbaye de Corbie. Il fut transféré à l'abbaye de Saint-Germain-des-Prés à Paris en 1638.
Actuellement, il est conservé à la Bibliothèque nationale de France à Paris, sous la cote : Latin 17 225.